# Olympische Sommerspiele 1972/Teilnehmer (Indonesien)
| Gelbes Symbol für Goldmedaillen mit stilisierten Olympischen Ringen | Graues Symbol für Silbermedaillen mit stilisierten Olympischen Ringen | Braundes Symbol für Bronzemedaillen mit stilisierten Olympischen Ringen |
| ------------------------------------------------------------------- | --------------------------------------------------------------------- | ----------------------------------------------------------------------- |
| —                                                                   | —                                                                     | —                                                                       |

Indonesien nahm an den Olympischen Sommerspielen 1972 in München mit einer Delegation von sechs Sportlern (drei Männer und drei Frauen) teil. Diese traten in fünf Sportarten bei sieben Wettbewerben an. Der Boxer Wiem Gommies wurde als Fahnenträger zur Eröffnungsfeier ausgewählt.

## Teilnehmer nach Sportarten

### Badminton(Demonstrationssportart)
- Ade Chandra
Doppel: Gold

- Utami Dewi
Einzel: Silber 
Mixed: Bronze

- Christian Hadinata
Doppel: Gold 
Mixed: Bronze

- Rudy Hartono
Einzel: Gold

### Bogenschießen
- Tjoeij Lin Alienilin
Frauen, Einzel: 37. Platz

### Boxen
- Ferry Moniaga
Bantamgewicht: 5. Platz
- Wiem Gommies
Mittelgewicht: 17. Platz

### Gewichtheben
- Charles Depthios
Fliegengewicht: 9. Platz

### Leichtathletik
- Carolina Rieuwpassa
Frauen, 100 m: Vorlauf
Frauen, 200 m: Viertelfinale

### Wasserspringen
- Mirnawati Hardjolukito
Frauen, Kunstspringen 3 m: 30. Platz in der Qualifikation